# (7484) Dogo Onsen
(7484) Dogo Onsen ist ein Asteroid des inneren Hauptgürtels, der am 30. November 1994 vom japanischen Astronomen Akimasa Nakamura am Kuma-Kōgen-Observatoriums (IAU-Code 360) bei Kumakōgen in der Präfektur Ehime in Japan entdeckt wurde.
Der Himmelskörper wurde nach dem Thermalbad Dōgo Onsen auf der Insel Shikoku in Japan benannt, das als älteste Einrichtung dieser Art in Japan gilt.